# Висше военноморско училище (Варна)
Висшето военноморско училище „Никола Йонков Вапцаров“ (ВВМУ) се намира във Варна.
Неговите випускници служат във Военноморските сили и гражданския флот на България или работят като висококвалифицирани специалисти в морската индустрия на страната или зад граница.

## История
Висшето военноморско училище „Н. Й. Вапцаров“ е най-старото техническо учебно заведение в България. Историята и настоящата му дейност го утвърждават като най-престижен център за подготовка на морски кадри в България. Неговото развитие започва от няколко самостоятелни структури, които са предшественици на съвременните факултети, катедри, департаменти и професионални колежи, влизащи в състава на ВВМУ „Н. Й. Вапцаров“.

### Първи десетилетия
Темелите на родното морско образование са положени в гр. Русе на основание Циркуляр № 7 от 9 януари 1881 г. на Военното министерство на Княжество България. В циркуляра се обявява, че се формира „Морско училище“, считано от 9 януари 1881 г. Училището е формирано към Дунавската флотилия, като в него се приемат младежи от 14 до 18 годишна възраст с цел „да ги подготвят за машинисти и други мастерства“.
За инициатор на формирането на учебното заведение историята посочва капитан-лейтенант Александър Егорович Конкевич, „заведующ“ Флотилията и Морската част (официалното название на ВМС на България през ХІХ в.).
Пръв началник на Морското училище е подпоручикът от корпуса на флотските механици Павел Алексеевич Машнин, който изпълнява тази длъжност до март 1882 г.
На Морското училище се възлага задачата да подготвя машинисти и огняри за княжеския военен флот. След 1883 г. в документите училището започва да се нарича „Машинна школа“, „Техническа школа“, „Машинен клас“, но не променя своя статут и в същото време успешно продължава да обучава технически кадри за Флотилията и Морската част. През 1885 година възпитаниците на училището участват в Сръбско-българската война, като двама от тях са отличени с награди. През 1889 г. към школата се открива „кочегарен“ клас (огняри).
Под влиянието на реформите на министъра на народното просвещение Георги Живков последното десетилетие на ХІХ век се характеризира с развитие на образователните институции в България. Този процес многопланово засяга и морското образование.
В резултат през 1892 г. училището е преустроено и преименувано в „Унтерофицерска морска школа“, в която се подготвят боцмани, кърмчии, артилеристи, миньори и машинисти. В същата година е издадено и първото „свидетелство“ на флотската алма-матер. През 1892 г. е обявено и „Положение на Унтерофицерската морска школа при флотилията и морската част“.
През 1893 г. в Русе се формира първият „Временен курс по военноморски науки“ за подготовка на строеви офицери. Доколкото Морското училище от 1881 г. е не само начало на ВВМУ „Н. Й. Вапцаров“, но и праобраз на съвременния факултет „Инженерен“ и повечето катедри в него, то следва да се подчертае, че Временният курс по военноморски науки (по-нататък съкр. Временен курс) от 1893 г. е праобраз на съвременния „Навигационен“ факултет, както и на такива катедри в него като „Организация и управление на военни формирования на тактическо ниво“, „Корабоводене“ и „Експлоатация на флота и пристанищата“. Фактически с формирането на Временния курс започва историческото развитие на образователните структури, свързани с подготовката на корабоводители в България.
В курса се обучават офицери, завършили Военното училище в София, с цел придобиване на военноморска квалификация, а така също български възпитаници на задгранични военноморски училища, които по някаква причина не успяват да се дипломират в чужбина. Слушателите във Временния курс по военноморски науки полагат изпит и придобиват правоспособност на военноморски офицери.
През 1900 г. Унтерофицерската школа е закрита и са създадени две нови училища – машинно и минно със срок на обучение съответно пет и четири години за попълване на флота с технически кадри. По това време школата е оглавена от Тодор Соларов. Именно при него машинното училище се предислоцира във Варна под името „Машинно училище при флота“ и се придава към „Морската част“. Тодор Соларов обосновава необходимостта от по-задълбочена подготовка на възпитаниците му, в резултат на което през 1904 г. със закон на Народното събрание училището става първото средно техническо учебно заведение в страната. Срокът на обучение е удължен до шест години. През 1906 г. училището издава първите зрелостни свидетелства. През 1910 г. във Варна е построена първата специално проектирана за целта сграда за нуждите на „Машинното училище при Флота на Негово Величество“.
Частта, останала в Русе, е преобразувана в „Минно-огнярно училище“ (Минно училище с огнярска школа) със срок на обучение четири години, включително и практическо обучение, като първите две години от обучението на учениците се признават за отбиване на задължителната им военна служба. Минно-огнярното училище през 1909 г. е временно закрито. През 1912 г., поради нарасналите потребности на Флота на Негово Величество от технически кадри, то е възстановено с названието „Специални школи", които на свой ред се подчиняват на новосформирана във Варна структура, наречена „Учебна част“ (впоследствие преименувана на „Морска учебна част“). Формирани са четири специални школи: минно-електротехническа, кърмчийска, огнярска и водолазна, като курсът на обучение е 2 години. Същата година е обявен и „Временен правилник за специалните школи от учебната част на флота“.
Школите документално са формирани през 1912 г., но едва през 1913 г. в тях е приет първият випуск от 34 възпитаници. Първоначално „Специалните школи“ имат три отдела (школи): минно-електротехнически, огнярен и кърмчийски. В хода на Първата световна война е формирана и за кратко време функционира „Водолазна школа“.
Курсът на обучение в школите е четиригодишен. Те може да се приемат за праобраз на съвременния Департамент за следдипломна квалификация и „Професионален старшински колеж“ в състава на съвременното ВВМУ „Н.Й. Вапцаров“.
Още през 1912 г. под шапката на „Учебната част“ влизат не само „Специалните школи“, но и „Машинното училище при Флота на Негово Величество“.
През войните за национално обединение (1912 – 1918 г.) възпитаниците на „Учебна част“ участват в минозаградните и миночистачните действия, атаката срещу крайцера „Хамидие“, стоварването в Балчик, Каварна и Калиакра, в боя при Балчик от 13 декември 1916 г. На тях се пада честта да овладеят новата техника във флота: водомоторната авиация и първата българска подводница. През този период в училището започва изучаването на френски, а след това и немски език, в резултат на което именно измежду възпитаниците на Машинното училище при Флота на Негово Величество се извършва подбор на бъдещите флотски строеви офицери, за да бъдат изпращани за обучение във Военноморското училище в Ливорно (Италия – 1914 г.), а след това и във Военноморското училище „Мюрвик“ (Германия – 1916 – 1918 г.).
В самото Машинно училище при Флота на Негово Величество също назряват промени. През 1917 г. след кратък квалификационен курс на подбрана група възпитаници на флотската алма-матер, е произведен първият офицерски випуск на училището. Същата година училището се разделя на две отделения – машинно и електротехническо. През 1918 г. училището получава сградата на днешния Аквариум в Морската градина, където остава до 1922 г.
След края на войните за национално обединение българската морска образователна система е подложена на реорганизация. Учебната част вече се нарича „Морска учебна част“ и за пръв път под нейно командване се оказват всички образователни структури, от които водят началото си повечето съвременни факултети, катедри, департаменти и колежи на ВВМУ „Н. Й. Вапцаров“.
В периода 1919 – 1920 г. „Курсът за подготовка на офицери“ (приемник на Временния курс) не просто успешно е проведен, но на завършилите го за пръв път въз основа на Постановление на Министерския съвет №6/1.6.1920 г. е издадено свидетелство за завършено висше специално военноморско образование „по пълната програма на Морския корпус в Петербург“. Дипломи за висше образование са връчени и на слушателите от предните издания на курса. Впоследствие учебният план на тази структура е значително усъвършенстван. През 1925 и 1928 г. на основата на опита дотогава са формирани два Корабоначалнически курса, в които на „курсистите“ след дългогодишно обучение на теория и на практика се издават атестати за завършено висше специално военноморско образование. Сред атестираните са много млади офицери на Морската полицейска служба (название, под което официално съществува българския военен флот под опеката на Ньойския договор) и бъдещи „капитани от далечното плаване“ в Българското търговско параходно дружество (предшественикът на БМФ АД).

### Морско машинно училище
През пролетта на 1921 г. по условията на Ньойския мирен договор Флотът на Негово Величество е разформиран. Но една година преди това Машинното училище вече не е подчинено на Военното министерство и съответно е преименувано на „Морско машинно училище“. Практическото обучение се води на миноносците, в арсеналите, в електротехническите кабинети, в телефонните централи, в радиопредаватели, в електроцентрали, в ж. п. депа и работилници, в Божурище, в мини Перник и на други места. Училището известно време е под ръководството на Министерството на промишлеността и труда, а по-късно – на Министерството на железниците, съобщенията и пристанищата. На зрелостните изпити присъства пратеник от Министерството на просвещението. Завършилите училището имат право да постъпват във всички висши технически училища, вкл. и в чужбина. През 1921 г. се формират и „Морско механико-техническо училище и морски специални технически школи към Търговско-морската учебна част“.
След края на Първата световна война Кърмчийската школа (отдел) от състава на Морските специални школи е обособена и преобразена в Рибарско училище, което просъществува до 4 април 1933 г.
Следва да се обобщи, че Минно-огнярното училище, преименувано по-късно в Специални школи, и Машинното училище при Флота са първите учебни заведения в страната, които системно подготвят квалифицирани кадри за флота и зараждащата се българска индустрия.
През 1922 г. училището и школата преминават на подчинение на Министерството на железниците, пощите и телеграфите, а през 1926 г. е Машинното училище е преподчинено на Морската учебна част. През 1929 г. статутът на Морското машинно училище е определен със закон и то е преименувано на „Морско училище“. Две години по-късно в него се формира „Мореходен“ отдел, който има за задача да обучава вахтени офицери за търговския флот. Офицерите на Морската полицейска служба се подготвят частично в Морското училище във Варна, но се дипломират във Военното училище в София, където също така изучават определен кръг дисциплини. Училището в София, което е висше учебно заведение от 1923 г., им издава дипломи доколкото се полага на офицера да има висше образование, а по условията на Ньойския договор България може да има само едно военно училище.
През 1930 г. Морски специални школи са реформирани и в тях са създадени три отдела: електротехнически, машинен и моторен. Техните програми (т.е. учебни планове) са допълнени и подобрени. През 1934/1935 г. Морското машинно училище е преместено в сградите на вече закритото Рибарско училище на остров Св. Кирик край Созопол, където е разположено до 1940 година. Бойното знаме на училището е връчено съгласно заповед № 90а от 19 декември 1937 г. издадена от командира на Морската дивизия. През 1940 г. училището се връща във Варна в голямата представителна сграда на ул. „Стефан Караджа“. Същата година възпитаниците му участват в стоварването в Балчик при връщането на Южна Добруджа в пределите на Царство България.
Борис III издава указ № 17 на 26 март 1942 г., с който Морското училище получава статут на специализирано висше морско училище и названието „Военноморско на Негово Величество училище“. Състои се от три отдела – за строеви морски офицери, за навигационен команден и личен състав и за машинни морски офицери, със срок на обучение 3 години, като от същата година към него се открива и гимназиален отдел. В 1943 г. е формиран Морски отдел на Школата за запасни офицери – Варна, създаден към Военноморското на Н. В. училище за подготовка на запасни офицери за Морските войски.

### Период след Втората световна война
След Втората Световна Война военният флот на България е с ограничен брой кораби и задачи, а търговският флот е почти ликвидиран. Постепенно започва възстановяване и увеличаване на броя и видовете кораби, което налага ускорено обучение на команден състав, съобразено с новата техника и организация на работа. От 1945 г. в Училището започва изработването на нови учебни планове и програми за обучение на навигатори и механици, необходими за нуждите на военния и граждански флот. В периода 1945 – 1946 г., училището се нарича „Военноморско народно училище при Морските войски“. С указ № 6 от 5 март 1946 г. издаден на базата на доклад на Министъра на войната № 32 от 18 февруари 1946 г. е одобрена промяната на наименованието на училището от Военно Морско на Н.В. училище на Народно военно морско училище. През 1949 г. Морското училище приема за свой патрон Никола Вапцаров, поет, възпитаник на училището от випуск 1926 г., и получава названието „Народно военноморско училище „Никола Йонков Вапцаров“. След 1950 г. особено много се увеличава курсантския състав на училището, което е във връзка с поставения срок за попълване на ВМС с команден състав (до 1952 г.).
Особена страница в историята на флотската алма-матер е обучението на чужденци, доколкото това е обективен критерий за нарасналия международен престиж на учебното заведение. Началото е поставено през 1953 г., когато в училището влизат за обучение чешки студенти и албански курсанти. До 1994 г. във ВВМУ „Н. Вапцаров“ получават своите дипломи за завършено образование 141 чужденци от общо единадесет страни от четири континента.
През 1954 г. училището се нанася в сегашния учебен комплекс на ул. „Васил Друмев“ № 73. С Указ на Президиума на Народното събрание от 1956 г. то получава статут на висше инженерно морско училище и е преименувано на „Висше народно военноморско училище „Н.Й. Вапцаров“. След Указ номер 251 на Президиума на Народното събрание от 1956 г. на завършилите ВНВМУ се признава висше морско образование с квалификация Инженер корабоводител и Инженер корабен механик. През 1960 г. то е вписано в регистрите на Международната морска организация (IMO) към ООН, с което се признават дипломите на възпитаниците му пред всички корабособственици по света.
През 1968 г. основният корпус на комплекса е надстроен с един етаж. През този период в състава на ВМС навлизат нови единици бойни кораби и техника. Български Морски Флот (БМФ) непрекъснато попълва състава си с нови кораби, построени в България или закупени от чужбина. В апогея на развитието си през 1985 г. БМФ има 127 кораба с общо над 1.8 млн. тона дедуейт.
Този огромен флот изисква постоянно увеличаване на броя на приетите и завършили Училището курсанти, които в някои от годините достигат по 100 – 110 души в една рота навигатори и механици. Започва интензивен период на възход на ВНВМУ във всички направления: учебно-материална база, учебно-методическа и възпитателна работа, повишаване квалификацията на преподавателския състав, научноизследователска дейност, разработка и внедряване на изобретения и рационализации.
Създават се специализирани кабинети към всички катедри с цел засилено практическо обучение на курсантите. Голяма част от оборудването – стендове, макети, разрези и пр. – се разработва от преподавателите и курсантите, а друга част се закупува. Специално внимание се отделя на тренажорната подготовка: в чест на 100-годишнината на Училището е въведен в действие първият тренажор „Вахтен механик“ за обучение и тренировка на механици.
На Трети Март 1986 г. в района на Училището е открит най-големият на Балканите Планетариум, който се ползва както за обучение на курсантите-навигатори по дисциплината „Морска астрономия", така и от гости на града. Диаметърът на купола е 18 м и има 120 места. Предвидени са четири тематични цикъла с възможност за демонстрация на български, английски, немски, френски, руски, румънски, шведски и финландски език.
Построени са нови жилищни корпуси за курсантите, спортен комплекс с функционална зала и басейн и др. Непрекъснато се усъвършенстват учебните планове и програми, като основната задача е подготовката на курсантите да отговори на високите изисквания на обновяващия се военен и търговски флот. За целта се използват различни форми на работа: методически обсъждания вътре в катедрите, ежегодни срещи с преподавателските състави на сродните катедри от другите висши военни училища в страната за споделяне натрупания опит в онагледяването и методиката на водене на теоретичните и практически занятия, както и на използването на нови технически и дидактически средства в учебния процес. За изпълнения на поставените високи цели на обучението се използват всички възможни форми на активно включване на курсантите в учебния процес.
Голяма част от курсантите започват работа в Движението за „Техническо и научно творчество на младежта“ (ТНТМ) още от първи курс, като постепенно задълбочават познанията и уменията си и често разработките им прерастват в дипломни работи. Работи се активно по оборудването на кабинетите и учебните зали, както и по научно-практически теми. Ежегодно в Училището се прави изложба на ТНТМ, в която работещите към катедрите курсанти и техните ръководители показват разработките си, а комисия оценява постиженията им и награждава особено значимите. Следва Преглед на ТНТМ във ВМФ, а най-добрите разработки отиват на Изложба на ТНТМ Българската народна армия (БНА), която най-често се провежда в палатите на Пловдивския панаир. Така цялото гражданство можеше да се запознае с постиженията на младите офицери, курсанти и войници.
На тези изложби ВНВМУ „Н. Й. Вапцаров“ винаги завоюва призови места. На първите места се класират винаги и отборите на ВНВМУ в Олимпиадите по физика, математика, машинно чертане и др. на армейско и на национално ниво.
Ежегодно в Училището се организира и Курсантска научна сесия, на която се докладват теоретични и научни разработки, най-добрите от които се издават в Сборник, а авторите им се награждават. Целенасочено се поощрява участието на курсанти и преподаватели и в рационализаторската и изобретателска дейност. Към Училището функционира Технико-икономически съвет (ТИС), който ежемесечно разглежда подадените заявки за рационализации и определя размера на възнаграждението на колектива. Разработват се преди всичко стендове и установки, измерителна апаратура и др., които подпомагат учебния процес и изследователската работа. Със званието „Заслужил рационализатор“ на България са удостоени офицерите-преподаватели Цветан Папазов, Величко Янакиев и др.
През 1988 г. в Патентната школа в София се дипломира и първият патентен специалист в Училището капитан III ранг Атанас Точков. През следващите години съществено се увеличи броя на подготвените, подадените и приети от Патентното ведомство искания за признаване на изобретения и промишлени образци, като авторите са предимно млади преподаватели, разработващи научни трудове или участващи в различни теми с приложен характер.
В този период една от читалните на Библиотеката в Училището е преустроена и оборудвана с терминали и работи като Информационен център, директно свързан с Научно-техническата библиотека (НТБ) в София. При това за пръв път в БНА курсантите и преподавателите от ВНВМУ получават възможността, директно да влизат в огромния библиотечен фонд на НТБ и да издирват литература, научни трудове, статии и др., необходими за работата им. Понастоящем наличният библиотечен фонд съдържа към 125 хил. библиотечни единици.
През този период много активно се работи и по теми на Научноизследователския сектор (НИС). В Училището е изградена структура, която администрира тази дейност, а натрупаният опит и високата квалификация на преподавателския и изпълнителски състав му позволява да решава успешно проблеми на военния и търговски флот, както и на граждански предприятия и обекти. Особено активни в тази дейност са техническите катедри.
Своеобразен преглед на научното израстване на преподавателския състав става ежегодно провеждащата се в Училището Научна сесия с участието на преподаватели и научни работници както от ВНВМУ, така и от другите военни училища, университети и организации в България и в чужбина. Резюметата се публикуват в „Трудове на ВНВМУ Н. Й. Вапцаров“.
Наред с учебната и практическа дейност, много голямо внимание се обръща и на възпитанието на курсантите като морални и отговорни специалисти, умеещи да работят с хора. Офицери от Училището, заедно с курсанти от горните курсове, активно участваха в т.нар. „Операция Българска слава“, която имаше цел да подпомогне възпитанието на децата от началните училища в дух на родолюбие и патриотизъм. За целта се организираха срещи с ветерани от Втората световна война, обучаваха се децата на различни технически умения, като например да правят морски възли, провеждаха се прегледи на строевата песен, тържествени зари с фойерверки в чест на паметни дати и други.
Като цяло ВНВМУ „Н. Й. Вапцаров“ през тези години е широко известно в армейските и академични среди в България с изградените модерни взаимоотношения както между преподавателите и изпълнителския състав, така и между тях и курсантите, като в творчески дух и благоприятна социално-психологическа атмосфера се обучават висококвалифицирани, дисциплинирани и отговорни специалисти с дипломи, признати в цял свят.
През 1989 г. България поема по пътя на демократичните промени, като неизбежните при това турболенции засягат и ВНВМУ „Н. Й. Вапцаров“. Започват промени главно в партийно-политическите структури, но се предприемат и значителни съкращения в щата, както и девоенизиране на основната част от преподавателския състав. От 1991 г. Училището е преименувано във ВВМУ „Н. Й. Вапцаров“. Между 1998 и 2001 г. Училището е в сериозна криза, дължаща се основно на липсата на дългосрочна стратегия за развитието на ВМС, морската индустрия и търговия в България. Няма реална и обективна оценка за спецификата и значението на Училището като основен фактор за осигуряване на необходимите квалифицирани кадри за страната. По различни конюнктурни съображения Министерството на отбраната опитва да наложи идеята, да има само един Национален военен университет на базата на Военното училище във Велико Търново, а всички останали висши военни училища да станат факултети към него. Чест прави на цялата Варненска общественост, както и на всички деятели на морската наука в страната, които решително се противопоставят на тези намерения.
През 2000 г. ВВМУ е вписано в „Белия списък“ на IMO като висше училище с одобрено морско образование, съгласно конвенцията STCW 78/95. През 2001 г. с решение на Националната агенция за оценяване и акредитация към МС получава пълна акредитация като висше училище, в съответствие с новоприетия Закон за висшето образование. През 2000 г. получава сертификат за качество ISO 9002.4 по специалността „Корабоводене“ от Лойдс регистър, а през 2004 г. – ISO 9001 – 2000 за всички специалности.
След дълго продължило обсъждане, с решение на XXXIX народно събрание от 14 юни 2002 висшите военни училища във Велико Търново, Шумен и Долна Митрополия се преобразуват в „Национален Военен Университет Васил Левски“ със седалище в град Велико Търново, със съответно три Факултета. Морското училище във Варна запазва своята самостоятелност под името „ВВМУ Н. Й. Вапцаров“.
През септември 2007 г. по искане на Министъра на отбраната и със заповед на Министъра на образованието и науката на Република България е създаден Професионален старшински колеж към Висшето военноморско училище „Никола Й. Вапцаров“ в град Варна.
На 24 март 2016 г. председателят на Управителния съвет на Българската национална асоциация по корабостроене и кораборемонт (БНАКК), инж. Светлин Стоянов, връчва юбилейна грамота на Висшето военноморско училище „Н. Й. Вапцаров“ по повод 135-годишнина от основаването му и обявява решението на Общото Събрание за избирането на проф. д.в.н. флотилен адмирал Боян Медникаров за член на Контролния съвет на БНАКК.
В днешно време Училището доразвива със съвременна техника материално-техническата си база, и благодарение на много добре подготвения си преподавателски състав успява да следи динамичните промени в стратегиите на ЕС, НАТО и Международната морска организация (IMO), както и да подготвя квалифицирани кадри за ВМС, търговския флот и други структури в страната и в чужбина.
Висшето военноморско училище „Никола Й. Вапцаров“ заема второ и четвърто място сред 70 водещи морски университета в света в класацията на международната организация на морските университети през последните две години. Понастоящем тук се обучават около 3000 студенти и курсанти.

## Съвременна структура
Съвременното Висше военноморско училище „Никола Й. Вапцаров“ се състои от следните звена: факултет „Навигационен“, факултет „Инженерен“, Департамент за следдипломна квалификация и обучение на чуждестранни студенти и Професионален старшински колеж.
Основа на учебния процес и научноизследователската работа във факултетите са катедрите с техния преподавателски и лаборантски състав.

### Факултет „Навигационен“
Факултет „Навигационен“ е създаден на 11 януари 1999 г. в съответствие с реформата във военно-образователната система и изискванията на Закона за висшето образование. Факултетът се състои от шест катедри:
1. „Организация и управление на военни формирования на тактическо ниво“,
2. „Корабоводене“,
3. „Електроника“,
4. „Експлоатация на флота и пристанищата“,
5. „Мениджмънт и логистика“,
6. „Езикова подготовка“.

Във факултета се обучават курсанти по специалността "Организация и управление на тактическите подразделения от ВМС“ със следните специализации:
1. „Корабоводене за ВМС“,
2. „Кибероперации“,
3. „Военноморски комуникационни и радиотехнически системи“,
4. „Медицинско осигуряване на Въоръжените сили“.

Студентите изучават специалностите:
1. „Корабоводене“,
2. „Корабна радиоелектроника“,
3. „Експлоатация на флота и пристанищата“,
4. „Речно корабоплаване“,
5. „Логистика“,
6. „Мениджмънт на водния транспорт“.

#### Катедра „Организация и управление на военни формирования на тактическо ниво“
За предшественик на Катедрата се приема „Временният курс по военноморски науки“, воден за пръв път през 1893 г. в гр. Русе. В него се извършва преквалификация на сухопътните офицери, приети на служба, както в т. нар. Флотилия – създадена да оперира на р. Дунав, така и в т. нар. Морска част – с основни задачи на Черно море. През 1914 – 1915 г. в курса вече се води системен учебен процес, четат се лекции и е организирана учебна плавателна практика. Учебно-научното звено фактически е основано на 28 април 1951 г. като цикъл „Тактика на ВМФ“ при Народното висше военноморско училище „Н. Й. Вапцаров“, а през 1961 г., след сливане с цикли „Артилерия“ и „Минно-торпедно оръжие“, звеното е трансформирано в катедра, която след различни наименования във времето, през 2016 г. получава настоящото си название. В историята си Катедрата има подготвени хиляди офицери за ВМС, Бреговата охрана, търговския и риболовния флот на страната. Звеното успешно дава своя принос и в обучението на чужденци от много страни от четири континента.
Обучението на курсанти по специалност от регулираните професии „Организация и управление на военни формирования на тактическо ниво“ (ОУВФТН) в ОКС „Бакалавър“ – редовно и задочно обучение от област на висшето образование „Сигурност и отбрана“, професионално направление 9.2. „Военно дело“ се осъществява от тази катедра.

#### Катедра „Корабоводене“
Задачата на катедрата е да подготвя висококвалифицирани инженерни кадри по специалност „Корабоводене“ за гражданското корабоплаване и за Военноморските сили на Република България, както и по специалност „Речно корабоплаване“ за нуждите на речния транспорт. Качеството на придобитото в катедрата образование съответства на държавните изисквания, както и на критериите на Международната морска организация (IMO) и на Дунавската комисия. Подготовка по специалност „Корабоводене“ започва още през 1919 г., като обучението протича в различни форми – курсове, отдели и цикли – до 1959 г., когато е създадена катедра „Корабоводене“. През 2003 г. се преминава на двустепенно ниво на обучение на курсантите и студентите – в степен „Бакалавър“ и „Магистър“. От 2014 г. започва обучение и по нова специалност –„Корабоплаване“. Освен български студенти и курсанти, в Катедрата се обучават корабоводители и за Виетнам, Гърция, Турция, Грузия, Румъния, Албания, Индия и др., като обучението с тях се води на английски език.

#### Катедра „Електроника“
Обучението на курсанти и студенти в тази катедра е насочено към проблемите на морските радиокомуникации, наблюдението и управлението на корабния трафик. Подготвят се широко профилни корабни инженери със задълбочена компютърна подготовка и насоченост към съвременните морски комуникационни и информационни системи, компютърни технологии и приложението им в различните области на дейността на море. За предшественик на Катедрата се приема „Временният курс по военноморски науки“, воден за пръв път през 1893 г. в гр. Русе. През 1920 г. на завършилите този курс започват да се издават свидетелства за завършено висше специално военноморско образование. Катедра „Електроника“ е създадена през 2002 г., след обединение на катедрите „Морски свръзки“ и „Радиолокация“.

#### Катедра „Експлоатация на флота и пристанищата“
Катедрата се обособява през 1965 г., след отделяне на програмата от катедра „Корабоводене“. Създаването ѝ се налага от необходимостта да се повиши специалната подготовка на корабоводителите, особено на тези за търговския флот, като нивото на обучение е изцяло в съответствие с изискванията на Международната морска организация (IMO).

#### Катедра „Мениджмънт и логистика“
Катедрата е създадена през 1950 г., като основните дисциплини, преподавани от академичния състав, са в направленията управление, икономика, право и психология. Катедрата е водеща в акредитираното професионално направление „Администрация и управление“, както и при специалностите „Мениджмънт на водния транспорт“ и „Логистика“. В тези две специалности се осигурява обучението по степените „Бакалавър“ и „Магистър“. Катедрата има съвместни магистърски програми по „Логистика“ с Университет Артуа – Франция и Държавната морска академия в Батуми – Грузия, както и по „Корабен брокераж“ – с Варненския свободен университет „Черноризец Храбър“. В системата на продължаващо обучение Катедрата активно участва в програмата по „Корабен брокераж“, организирана съвместно с Института за лицензирани корабни брокери – Лондон.

#### Катедра „Езикова подготовка“
Езиковото обучение в Морско училище се провежда от неговото създаване през 1881 г. Тъй като в началото училището е с технически статут, в него тогава се изучават само български и руски език. През 1914 г. в учебните планове се правят съществени промени и започва допълнително изучаване по избор на френски или немски език. След края на Първата световна война се въвежда преподаването и на английски език. След Втората световна война основните езици, които се изучават в училището са английски и руски. През 1953 г. е обособен отделен цикъл „Чужди езици“, а от 1 септември 1974 г. цикълът се трансформира в катедра „Чужди езици“. Днес висококвалифицирани преподаватели провеждат обучението по английски, руски и немски език във всички специалности на училището.

### Факултет „Инженерен“
Факултет „Инженерен“ е основно звено в състава на ВВМУ „Н. Й. Вапцаров“. Създаден е на 11 януари 1999 г. в съответствие с реформата във военно-образователната система и изискванията на Закона за висшето образование. Факултет „Инженерен“ се състои от шест катедри:
1. Корабни силови уредби,
2. Електротехника,
3. Техническа механика,
4. Кораборемонт,
5. Математика и физика,
6. Информационни технологии.

Специалностите, по които се провежда обучение във Факултета, са:
1. „Корабни машини и механизми за ВМС“ (курсанти)
2. „Корабни машини и механизми“ (студенти),
3. „Електрообзавеждане на кораба“ (студенти),
4. „Технология на кораборемонта“ (студенти),
5. „Информационни и комуникационни технологии“ (студенти),
6. „Киберсигурност“ (студенти),
7. „Океанско инженерство“ (студенти).

#### Катедра „Корабни силови уредби“
Основната задача на катедрата е да осигури качествено и специализирано обучение на студентите и курсантите от профилиращата специалност „Корабни машини и механизми“ и на студентите от специалностите „Електрообзавеждане на кораба“, „Технология на кораборемонта“ и „Океанско инженерство“. За предшественик на катедра „Корабни силови уредби“ се приема Машинното училище при Флота, където в началото на ХХ век се издават първите учебници по специалността. Като рождена дата на катедра „Корабни силови уредби“ може да се счита 17 февруари 1944 г. когато със закон се постановява, че завършилите специалността „Корабен механик“ получават висше специално морско техническо образование. Благодарение на многогодишните усилия на преподаватели и лаборанти днес катедрата разполага с модерна и ефективна учебно-материална база. Основна грижа на всички поколения преподаватели в катедрата е и непрекъснатото повишаване на научната квалификацията на преподавателския състав. От 1998 г. с решение на Академичния съвет на Училището към катедрата се присъединява и катедра „Кораборемонт“ заедно с „Учебната работилница“. През катедра „Корабни силови уредби“ преминават обучение хиляди високо подготвени специалисти, плаващи по всички морета и океани и носещи със себе си славата на българския моряк.

#### Катедра „Електротехника“
Преподавателите от катедра „Електротехника“ участват в подготовката на студентите и курсантите от специалността „Електрообзавеждане на кораба“. Завършилите тази специалност се реализират успешно в корабостроенето и корабоплаването като корабни електромеханици в световния морски и речен транспорт, електромеханици на плаващи платформи, корабни специалисти в корабостроителните и кораборемонтните фирми и пристанища, както и във фирми и предприятия на брега. Първите официални сведения за обучение по специалността „Електротехника“ са от 1895 г. През 1962 г. катедра „Електротехника“ е обособена като самостоятелно учебно-методическо звено, осигуряващо шест учебни дисциплини за специалностите в Училището. Отчитайки тенденциите и изискванията към корабния електроинженер за обслужване на корабно обзавеждане, съответстващо на измененията в Конвенцията за подготовка на морски лица STCW78/95, през 2013 г. са разработени нови учебни планове и програми. Разширява се и усъвършенства материалната база, разгръща се научноизследователска дейност на високо ниво. Първият випуск електромеханици завършва успешно през 1998 г. Преподавателите от катедрата водят дисциплини и в специалности като „Корабни машини и механизми“, „Технология на кораборемонта“, „Корабоводене“, „Технология на управление на флота и пристанищата“ и други.

#### Катедра „Техническа механика“
Основната задача, която катедра „Техническа механика“ решава, е подготовката на курсанти и студенти по общоинженерните дисциплини – теоретична основа на всички специални дисциплини. Част от тях са свързани и с подготовката за оцеляване на море – запазване на екипажа и кораба при наводняване, при пожари и други бедствия. В основата на катедрата стои създаденият през 1951 г. „Общотехнически цикъл“, който през 1957 г. преминава в цикъл „Обща техника“, преименуван през 1959 г. в Катедра 5. От 17 август 1963 г. тя е разделена в три самостоятелни катедри, едната от които е катедра „Техническа механика“. През годините учебно-материалната база на катедрата непрекъснато се разширява и обновява. Младите преподаватели, заедно с курсантите работят във всички форми на ТНТМ и ИРД, традиционно участват в Общофлотски и Общоармейски изложби и прегледи, печелейки винаги престижните места с високото ниво на разработките си. Създадени са условия за високоефективно обучение на курсантите и студентите-стабилна база за отлично усвояването на специалните дисциплини. От 1980 г. с част от личния състав на катедра „Техническа механика“ и катедра „Корабни силови уредби“ се обособява предметно-методическа комисия (ПМК) „Теория, устройство и живучест на кораба“, която през 1989 г. се обособява в катедра. Във връзка с приемането на випуск по специалността „Корабостроене“ през 1990 г., катедрата е преименувана на „Корабостроене и живучест на кораба“. След 2000 г. катедрата се включва в състава на катедра „Техническа механика“.

#### Катедра „Кораборемонт“
Задачата на преподавателите от катедра „Кораборемонт“ е да подготвят с необходимите знания и практико-приложни умения морски командни кадри за нуждите на ВМС и гражданския флот, отговарящи на високите изисквания на Международната морска организация (IMO) и класификационните организации. В първите години след създаването на училището теоретичната подготовка и технологичната практика се водят от руски механици и техници. След 1889 г. български преподаватели започват обучението, а през 1940 г. излизат и първите учебници по „Технология“, „Заваряване“ и „Леярство“. Към звеното се числят и инструкторите в „Учебната работилница“, която играе важна роля в добрата технологична подготовка на обучаемите. На практика Катедрата е основана на 17 август 1963 г., след отделянето ѝ от катедра „Общотехнически науки“. Първото наименование на Катедрата е „Механична технология“, а по-късно се променя последователно на „Ремонт на корабни машини и механизми“ и „Кораборемонт“. Преподавателите от катедрата водят занятия в специалностите:
1. „Корабни машини и механизми“,
2. „Електрообзавеждане на кораба“,
3. "Океанско инженерство“,
4. „Корабоводене“.

#### Катедра „Математика и физика“
Катедрата се формира през 1957 година, когато в катедра „Общообразователни дисциплини“ се обединяват преподавателите по висша математика, физика и чужди езици. От 1972 година тя съществува като самостоятелно звено. От създаването си подготовката на курсантите по математика и физика е на много високо ниво, за което свидетелстват резултатите от участието им в Републиканските студентски олимпиади, където отборите на Училището са винаги на призови места.

#### Катедра „Информационни технологии“
Задачата на катедра „Информационни технологии“ е да формира необходимите теоретични знания и практически умения за работа с изчислителна техника на морския команден състав във военната и гражданска сфера. Като начална дата на създаване на катедрата се счита 10 октомври 1973 г., когато се основава катедра „Военна кибернетика и управление на войските“. Впоследствие името на катедрата се променя няколко пъти през годините. Още през първата година на създаването на катедрата преподавателският състав определя като основна задача обучението на курсанти и студенти в използването на съвременните информационни технологии и техника. Основна цел на научноизследователската работа (НИР) е разработването на „Автоматизирана информационна система“ (АИС) на Училището. През 1989/1990 г. се разработва нов проект на Автоматизирана система на управление на Училището на базата на новополучената ЕИМ Микровакс 2. През 1996/1997 г. със съвместните усилия на преподавателския състав и курсанти е изградена информационна мрежа на Училището, която чрез Интернет и комуникационен център осигурява широк достъп на над 100 потребители до необходимата им техническа и друга информация за обучение и изследователска работа.

### Департамент за следдипломна квалификация и обучение на чуждестранни студенти
Основно академично звено към ВВМУ „Н. Й. Вапцаров“ е и „Департаментът за следдипломна квалификация и обучение на чуждестранни студенти“ (ДСДКОЧС). Създаден на 16 ноември 2005 г., ДСДКОЧС е приемник на „Центъра за следдипломна квалификация“, който под различни форми съществува като учебна структура във ВВМУ от 1992 г. Целта е осигуряване на адекватна професионална квалификация на офицерите от ВМС, необходима при заемането на високи командни длъжности. В изпълнение на своята мисия Департаментът провежда курсове за длъжностна, езикова или целева квалификация, подготвя военноморски кадри за участие в мироопазващи операции, осигурява дистанционното обучение на курсанти, студенти и специализанти във ВВМУ.

### Професионален старшински колеж
Професионалният старшински колеж (ПСК) е открит през септември 2007 година със Заповед на министъра на образованието и науката и по искане на министъра на отбраната. По своята същност ПСК е приемник на всички предхождащи го структури, занимаващи се с обучението и подготовката на старшински и матроски кадри за нуждите на ВМС. Професионалният старшински колеж е държавно професионално училище, което провежда обучение за придобиване на IV степен професионална квалификация по професията „Старшина от Военноморските сили“, специалност „Експлоатация и ремонт на корабна техника“. В Колежа се обучават кадети по четири специализации:
1. „Морско корабоводене“,
2. „Експлоатация и поддръжка на корабни радио-, радиотехнически и комуникационни устройства“,
3. „Морски оръжия“,
4. „Експлоатация и ремонт на корабни енергетични уредби“.

Учебният план и учебните програми са от 2011 г., утвърдени са от министъра на отбраната и са съгласувани с МОН. Общият срок на обучение е двадесет и осем (28) учебни седмици.

### Морски специалности
В училището се подготвят младежи и девойки по следните морски специалности:
- А. За Военноморските сили, със срок на обучение 5 години. Успешно завършилите курса на обучение получават едновременно две образователно-квалификационни степени „бакалавър“, съответно по военната и гражданска специалност. Специалностите са:

1. Корабоводене за ВМС;
2. Корабни машини и механизми за ВМС;
3. Военноморски комуникационни и радиотехнически системи,
4. Медицинско осигуряване на Въоръжените сили.

- Б. За гражданската морска индустрия, със срок на обучение 4 години. Успешно завършилите курса на обучение получават диплома за образователно-квалификационна степен „бакалавър“. Специалностите са:

1. Корабоводене;
2. Корабна радиоелектроника;
3. Корабни машини и механизми;
4. Електрообзавеждане на кораба;
5. Технология на кораборемонта;
6. Експлоатация на флота и пристанищата;
7. Океанско инженерство;
8. Речно корабоплаване;
9. Мениджмънт на водния транспорт;
10. Информационни и комуникационни технологии в морската индустрия.

## Споразумение за сътрудничество
През 2017 г. се подписва Споразумение за сътрудничество между Висше военноморско училище „Н. Й. Вапцаров“, Военномедицинска академия и Медицински университет „Проф. д-р Параскев Стоянов“ – Варна, в областта на придобиването на образователно-квалификационни степени на медицински кадри за нуждите на Министерството на отбраната. На това основание е разработена учебно-планова документация за нова специализация – „Медицинско осигуряване на Въоръжените сили“. Приетите и обучавани се подготвят като курсанти във ВВМУ „Н. Й. Вапцаров“ за придобиване на образователно – квалификационна степен „Бакалавър“ по акредитираната специалност „Организация и управление на военни формирования на тактическо ниво“ и като студенти в Медицински университет „Проф. д-р Параскев Стоянов“ – Варна, по държавна поръчка в редовна форма на обучение по специалност „Медицина“, за придобиване на образователно-квалификационна степен „Магистър“ в професионално направление „Медицина“. Курсантите от специализация „Медицинско осигуряване на Въоръжените сили” ползват цялата учебна база на Медицински университет „Проф. д-р Параскев Стоянов“ – Варна.

## Международни контакти
Висше военноморско училище „Никола Й. Вапцаров“ поддържа международни контакти със следните военноморски академии:
1. Германия: Военноморско училище Мюрвик;
2. Гърция: Гръцка военноморска академия, Пирея;
3. Испания: Военноморска академия Понтеведра;
4. Италия: Accademia Navale, Ливорно;
5. Обединено кралство: Britannia Royal Naval College, Дартмут;
6. Полша: Военноморска академия Гдиня;
7. Румъния: Военноморска академия „Mircea sel Batran“;
8. Съединени американски щати: Военноморска академия на САЩ, Анаполис, Мериленд;
9. Турция: Военноморска академия Тузла;
10. Франция: École navale, Брест.

## Военноморски храм „Св. Николай“
На 8 февруари 2016 г. в двора на ВВМУ „Н. Й. Вапцаров“ е отслужен водосвет от Негово Високопреосвещенство Варненския и Великопреславски митрополит Йоан и е направена първата копка на военноморския храм „Св. Николай“. Свети Николай Мирликийски Чудотворец е закрилник на моретата и хората, свързани с морето. В мраморна урна под храма е положено каменно блокче от първата сграда на Морското училище в град Русе и копие от Владишката благословия с подписи на членовете на църковното настоятелство. В урната е положен от Митрополит Йоан и Животворен кръст, осветен в Йерусалим. Важен принос за реализирането на идеята за изграждане на храма имат началникът на ВВМУ флотилен адмирал проф. д.в.н. Боян Медникаров и заместник-командирът на ВМС флотилен адмирал Коста Андреев. По думите на началника на ВВМУ, от идеята за военноморския храм „Св. Николай“ до първата копка минават повече от 10 години, а мястото му е било благословено още от покойния вече митрополит Кирил.

## Наименования
- Морско училище (от 9 януари 1881)
- Машинна школа
- Техническа школа
- Унтерофицерска морска школа (1892 – 1900)
- Машинно училище при Флота (1900 – 1906)
- Машинно училище при Флота на Негово Царско Височество (1906 – 1908)
- Машинно училище при Флота на Негово Величество (1908 – 1917)
- Машинно морско училище (1917 – 1920)
- Морско машинно училище (1920 – 26 юли 1929)
- Морско училище (26 юли 1929 – 26 март 1942)
- Военно Морско на Негово Величество училище (26 март 1942 – 1945)
- Военно Морско народно училище при Морските войски (1945 – 5 март 1946)
- Народно военно морско училище (5 март 1946 – 1949)
- Народно военноморско училище „Н. Й. Вапцаров“ (1949 – 1956)
- Висше народно военноморско училище „Н. Й. Вапцаров“ (1956 – 1991)
- Висше военноморско училище „Н. Й. Вапцаров“ (от 1991)

## Спор за името
След 1989 г. има искания за преименуване на училището заради обвиненията към патрона му Никола Вапцаров в комунистическа терористична и противодържавна дейност, финансирана от и осъществявана в полза на чужда тоталитарна държава във военно време, в участие в създаването на македонистката идеология преди Втората световна, както и заради липсата на професионален опит в областта на корабоплаването от страна на Вапцаров, с изключение на две учебни плавания. Вапцаров има две плавания като практикант – едно на миноносците по Българското Черноморие и едно с параход „Бургас“ до Александрия и Фамагуста.

## Началници
Началници (званията са към датата на заемане на длъжността):
- 1 Инж.-механик подпоручик Павел Алексеевич Машнин 1881 – 1882 г.
- 2 Инж.-механик поручик Павел Мих. Изотов 1882 – 1884 г.
- 3 Инж.-механик капитан Павел Д. Кузьминский 1884 – 1885 г.
- 4 механик II разред Алексей Теодоров Надейн – 1885 г.
- 5 Инж.-механик мичман I разред Константин Р. Божков 1885 – 1886 и 1899 – 1900 г.
- 6 Мичман I разред Владимир Вл. Луцкий – 1886 г.
- 7 Мичман I разред Владимир П.Кисимов 1886 – 1888 г.
- 8 Капитан Методи Ст. Бойчев 1888 – 1895 г
- 9 Лейт. Станчо Д. Димитриев 1895 1896 г.
- 10 Мичман I разред Стефан Х. Абаджиев 1896 – 1897 г.
- 11 Мичман I разред Йордан Минков – 1897 г.
- 12 Мичман I разред Никола Попов – 1898 г.
- 13 Мичман I разред Симеон М. Винаров 1898 – 1899 г.
- 14 Инж.-механик лейт. Тодор Соларов 1900 – 1906 г.
- 15 Кап. – лейт. Димитър Д. Добрев 1906 – 1908 г.
- 16 Кап. – лейт. Димитър Г. Ковачев 1908 – 1910 г.
- 17 Кап. – лейт. Иван Д. Ангелов 1910 – 1912 г.
- 18 Кап. II ранг Рашко Серафимов – 1913 г.
- 19 Кап. – лейт. Борис Попов 1913 – 1914 г.
- 20 Кап. – лейт. Георги А. Антонов 1914 – 1915 г.
- 21 Лейт. Кирил Г. Светогорски 1915 – 1919 г.
- 22 Кап. – лейт. Иван А. Михайлов 1919 – 1920 г., 1921 – 1924 г.
- 23 Лейт. Васил Г. Игнатов 1920 – 1921 г.
- 24 Лейт. Борис Станев – 1921 г.
- 25 Кап. – лейт. Георги Славянов 1924 – 1926 г.
- 26 Кап. – лейт. Петър И. Кашлакев 1926 – 1927 г.
- 27 Кап. II ранг Тодор В. Тодоров 1927 – 1928 г.
- 28 Кап. II ранг Сава Иванов 1928 – 1931 г.
- 29 Майор Бочо Н. Рачев 1931 – 1934 г.
- 30 Кап. – лейт. Петър Неделчев 1934 – 1935 г.
- 31 Кап. II ранг Тодор Д. Цицелков – 1935 г.
- 32 Кап. – лейт. Стефан Хранков – 1936 г.
- 33 Кап. – лейт. Павел Павлов – 1936 г.
- 34 Лейт. Станьо Вълков 1936 – 1937 г.
- 35 Кап. II ранг Стефан Т. Цанев 1937 – 1939 г., 1940 г., 1941 – 1944 г.
- 36 Кап. – лейт. Георги Г. Пецов 1939 – 1940 г.
- 37 Кап. II ранг Атанас Шалапатов 1944 – 1945 г.
- 38 Кап. I ранг Ангел И. Папазов 1945 – 1946 г., 1949 – 1955 г.
- 39 Кап. II ранг Васил Х. Кутевски 1946 – 1947 г.
- 40 Кап. II ранг Димитър Е. Минков – 1947 г.
- 41 Кап. II ранг Бранимир Орманов 1947 – 1948 г.
- 42 Кап. II ранг Стефан Николов 1948 – 1949 г.
- 43 Кап. I ранг Методи Д. Мутафов 1956 – 1959 г.
- 44 Контраадмирал Дичо Узунов 1959 – 1972 г.
- 45 Контраадмирал Чавдар Манолчев 1972 – 1975 г.
- 46 Кап. I ранг Петко Й. Халачев 1975 – 1976 г.
- 47 Кап. I ранг Емил Станчев 1976 – 1982 г.
- 48 Кап. I ранг Румен Попов 1982 – 1990 г.
- 49 Кап. I ранг Минчо Бакалов 1990 – 1996 г.
- 50 Кап. I ранг Михаил Д. Йонов 1996 – 1998 г., 2000 – 2001 г.
- 51 Кап. I ранг доц. д-р Иван Йорданов 1998 – 2000 г.
- 52 Кап. I ранг Станко Станков 2002 – 15 ноември 2007 г.
- 53 Кап. I ранг Димитър Ангелов 15 ноември 2007 – 26 май 2011 г.
- 54 Кап. I ранг проф. д.в.н. Боян Медникаров 27 май 2011 - 8 октомври 2024 г.
- 55 Флотилен адмирал проф. д-р. Калин Калинов от 8 октомври 2024 г.